# Mountainbike-Europameisterschaften 2013
Die Mountainbike- und Trial-Europameisterschaften 2013 fanden vom 20. bis 23. Juni 2013 in Bern in der Schweiz statt. Die Rennen über die olympische Disziplin Cross Country wurden auf dem Berner Hausberg Gurten ausgetragen. Dort fand seit 2004 die Swiss Bike Trophy statt. Das Team-Rennen sowie der Eliminator wurden mitten in der Stadt Bern, direkt vor dem Bundeshaus, dem Sitz der Schweizer Regierung, durchgeführt. Spektakulär waren auch die Sektionen im Trial. Diese waren in die Berner Altstadt integriert. Highlight war die Final-Sektion im alten Berner Bärengraben.
Veranstalter der Europameisterschaften war der Verein Mountainbike & Trial Europameisterschaft 2013. Den Vorsitz hatten Thomas Binggeli (CEO des Schweizer Veloherstellers BMC) und René Walker (langjähriger Veranstalter des MTB Swiss Cup, ehemaliger Vize-Präsident von Swiss Cycling und Manager von MTB-Weltmeister Ralph Näf). Binggeli zeichnete für die Finanzierung und Walker für die Organisation verantwortlich. Total waren über 250 ehrenamtliche Helfer im Einsatz.
Insgesamt nahmen über 500 Sportler aus 31 europäischen Nationen an den Europameisterschaften teil. 40'000 Besucher wohnten den Rennen in der Stadt und auf dem Gurten bei. Noch nie zuvor wurde eine Mountainbike-Veranstaltung in der Schweiz durch so viele Fans besucht. Das Budget der Veranstaltung lag bei knapp 1 Million Schweizer Franken.
Eröffnet wurde die EM am 20. Juni um 19.00 Uhr mit dem Team-Rennen. Gefolgt von der offiziellen Eröffnungsansprache durch Regierungsrat Andreas Rickenbacher.
Die Schweiz holte zwar sechs Medaillen, blieb aber ohne Goldmedaille.
Die Rückkopplungen zur Organisation der Europameisterschaften waren sehr positiv. Thomas Frischknecht sprach vom besten Mountainbike-Rennen, welches je in der Schweiz durchgeführt wurde. Auch die Fach- und Tagespresse war voll des Lobes.
Die MTB & Trial EM 2013 in Bern war auch die erste klimaneutrale Meisterschaft in der Schweiz. Der grüne Button mit der Inschrift "Climate Minded" ist im EM-Logo prominent platziert.

## Cross Country

### Männer
| Platz | Land | Sportler              | Zeit       |
| ----- | ---- | --------------------- | ---------- |
| 1     | FRA  | Julien Absalon        | 1:32:21 h  |
| 2     | SUI  | Nino Schurter         | + 1:53 min |
| 3     | ITA  | Marco Aurelio Fontana | + 2:06 min |
| 4     | SUI  | Lukas Flückiger       | + 2:18 min |
| 5     | ESP  | José Antonio Hermida  | + 2:20 min |
| 6     | BEL  | Sven Nys              | + 2:27 min |
| 7     | CZE  | Ondřej Cink           | + 2:27 min |
| 8     | AUT  | Alexander Gehbauer    | + 2:50 min |
| 9     | CZE  | Jan Škarnitzl         | + 2:59 min |
| 10    | SLO  | Michal Lami           | + 3:05 min |

Datum: 23. Juni 2013, 14:00 Uhr

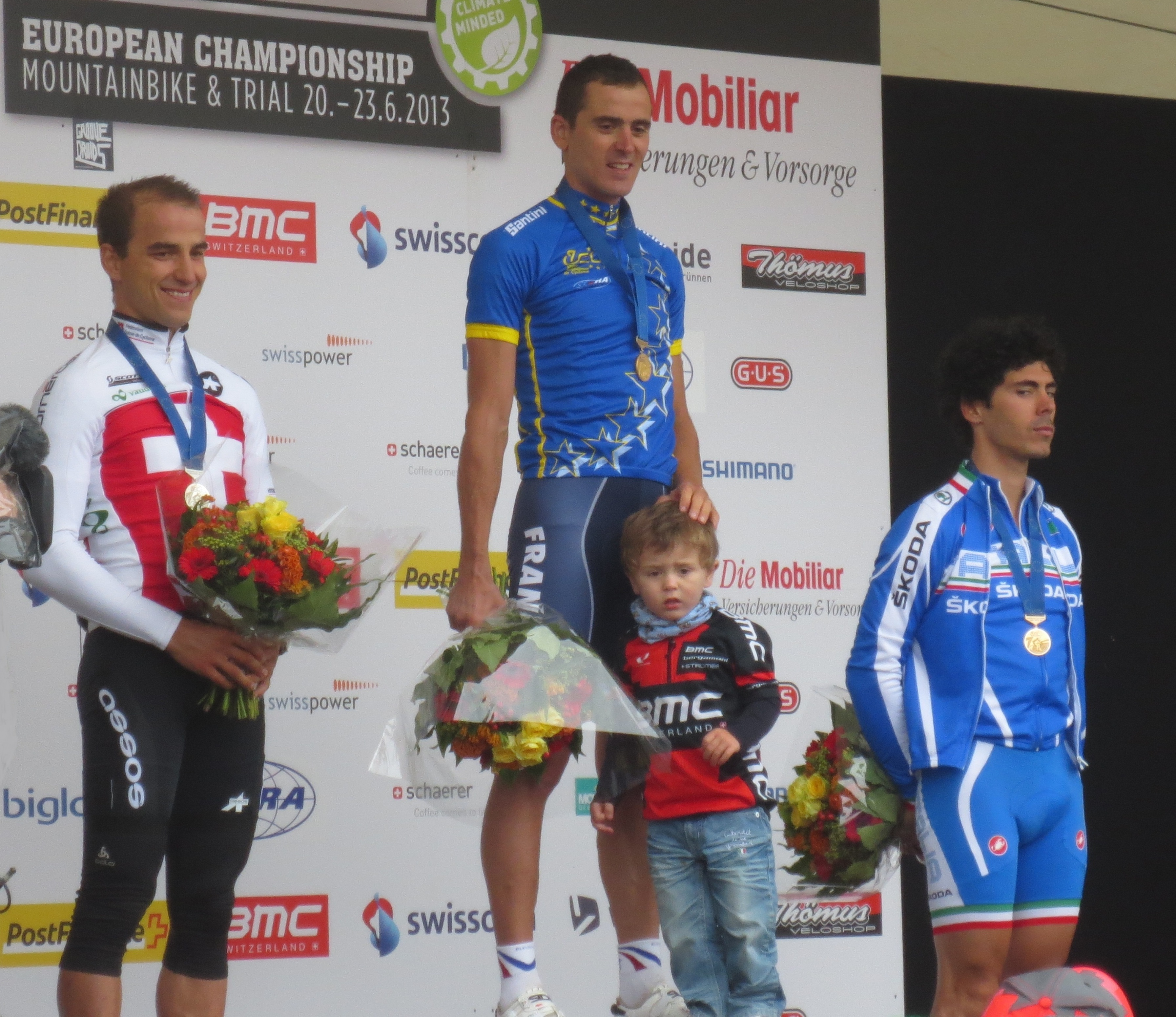
Siegerehrung des Männerrennens

Länge: 3 Startrunden à 400 Meter und 7 Runden zu 4,5km

Nino Schurter und Julien Absalon konnten sich früh absetzen. Einzig der Italiener Marco Fontana vermochte in der Anfangsphase dem Duo zu folgen. Am Ende setzte sich der französische Doppelolympiasieger deutlich durch und verpasste dem Schweizer Team vor dem in Schaaren auf den Gurten gereisten Heimpublikum eine herbe Niederlage.

### Frauen
| Platz | Land | Sportlerin                | Zeit       |
| ----- | ---- | ------------------------- | ---------- |
| 1     | SLO  | Tanja Žakelj              | 1:34:33 h  |
| 2     | ITA  | Eva Lechner               | + 0:38 min |
| 3     | POL  | Maja Włoszczowska         | + 1:35 min |
| 4     | CZE  | Kateřina Nash             | + 1:56 min |
| 5     | SUI  | Katrin Leumann            | + 2:10 min |
| 6     | SUI  | Esther Süss               | + 3:16 min |
| 7     | FRA  | Julie Bresset             | + 3:22 min |
| 8     | AUT  | Elisabeth Osl             | + 4:19 min |
| 9     | POL  | Katarzyna Solus-Miskowicz | + 4:43 min |
| 10    | RUS  | Irina Kalentieva          | + 5:19 min |

Datum: 23. Juni 2013, 11:00 Uhr

Länge: 1 Startrunde à 400 Meter und 6 Runden zu 4,5 km

Im Damen-Rennen gab es leider Ausfälle im Training. Adelheid Morath, Tereza Hurikova und Anja Gradl stürzten bei der Besichtigung und mussten auf einen Start verzichten.

### Männer U23
| Platz | Land | Sportler                | Zeit       |
| ----- | ---- | ----------------------- | ---------- |
| 1     | FRA  | Jordan Sarrou           | 1:25:13 h  |
| 2     | BEL  | Jens Schuermans         | + 0:12 min |
| 3     | FRA  | Hugo Drechou            | + 0:14 min |
| 4     | NED  | Michiel van der Heijden | + 0:16 min |
| 5     | ITA  | Nicholas Pettina        | + 0:27 min |

Datum: 23. Juni 2013, 08:30 Uhr

Länge: 3 Startrunde à 400 Meter und 6 Runden zu 4,5km

### Frauen U23
| Platz | Land | Sportlerin     | Zeit       |
| ----- | ---- | -------------- | ---------- |
| 1     | UKR  | Jana Belomoina | 1:20:38 h  |
| 2     | SWE  | Jenny Rissveds | + 1:13 min |
| 3     | GER  | Helen Grobert  | + 1:41 min |
| 4     | SUI  | Jolanda Neff   | + 2:26 min |
| 5     | SUI  | Andrea Waldis  | + 3:12 min |

Datum: 22. Juni 2013, 14:30 Uhr

Länge: 1 Startrunde à 400 Meter und 5 Runden zu 4,5km

### Junioren
| Platz | Land | Sportler         | Zeit       |
| ----- | ---- | ---------------- | ---------- |
| 1     | GER  | Lukas Baum       | 1:12:45 h  |
| 2     | ITA  | Gioele Bertolini | + 1:21 min |
| 3     | DEN  | Niels Rasmussen  | + 1:33 min |
| 4     | FRA  | Romain Boutet    | + 1:33 min |
| 5     | DEN  | Louis Bendixen   | + 1:46 min |

Datum: 22. Juni 2013, 11:00 Uhr

Länge: 1 Startrunde à 400 Meter und 5 Runden zu 4,5km

### Juniorinnen
| Platz | Land | Sportlerin        | Zeit       |
| ----- | ---- | ----------------- | ---------- |
| 1     | DEN  | Malene Degn       | 0:54:15 h  |
| 2     | GER  | Sofia Wiedenroth  | + 0:41 min |
| 3     | SUI  | Alessandra Keller | + 0:57 min |
| 4     | ITA  | Emilie Collomb    | + 1:22 min |
| 5     | GER  | Sarah Bauer       | + 3:46 min |

Datum: 22. Juni 2013, 09:00 Uhr

Länge: 1 Startrunde à 400 Meter und 3 Runden zu 4,5km

### Staffel
| Platz | Land | Sportler                                                                | Zeit       |
| ----- | ---- | ----------------------------------------------------------------------- | ---------- |
| 1     | ITA  | Marco Aurelio Fontana Gioele Bertolini Eva Lechner Gerhard Kerschbaumer | 32:44 min  |
| 2     | SUI  | Reto Indergand Dominic Grab Jolanda Neff Nino Schurter                  | + 0:18 min |
| 3     | CZE  | Jan Nesvadba Jan Vastl Kateřina Nash Ondřej Cink                        | + 0:30 min |
| 4     | FRA  | Maxime Marotte Jordan Sarrou Neilo Perrin Ganier Julie Bresset          | + 0:53 min |
| 5     | GER  | Markus Schulte Lukas Baum Nadine Rieder Moritz Milatz                   | + 1:09 min |

Datum: 20. Juni 2013, 19:00 Uhr

Länge: jeder Fahrer absolvierte 2 Runden à 1,8 km

Weltpremiere bei Team-Rennen: zum ersten Mal absolvierten die Fahrer zwei Runden am Stück. Die kurze & spektakuläre Strecke im Zentrum der Stadt Bern wurde direkt vor dem Bundeshaus gestartet.

## Cross Country Eliminator

### Männer
| Platz | Land | Sportler          |
| ----- | ---- | ----------------- |
| 1     | AUT  | Daniel Federspiel |
| 2     | SLO  | Miha Halzer       |
| 3     | SUI  | Sepp Freiburghaus |
| 4     | SUI  | Stefan Peter      |
| 5     | GBR  | Kenta Gallagher   |
| 6     | GER  | Simon Gegenheimer |
| 7     | SUI  | Marcel Wildhaber  |
| 8     | SUI  | Patrick Lüthi     |

Datum: 21. Juni 2013, 19:00 Uhr

Zum ersten Mal in der Geschichte der Europameisterschaft wurde ein Titel im Eliminator vergeben. Die WM-Premiere erlebte der Eliminator 2012 in Saalfelden. Der Kurs in Bern war 1,2 km lang und geprägt von einem technischen Mittelteil und einer über 200 m langen Zielgerade. Tausende von Fans standen entlang der Strecke. So viele Zuschauer waren noch nie an einem Eliminator-Rennen dabei.

### Frauen
| Platz | Land | Sportlerin            |
| ----- | ---- | --------------------- |
| 1     | SWE  | Jenny Rissveds        |
| 2     | SUI  | Kathrin Stirnemann    |
| 3     | SUI  | Ramona Forchini       |
| 4     | FRA  | Cecile Ravanel        |
| 5     | NOR  | Ingrid Sofie Jacobsen |
| 6     | UKR  | Irina Popowa          |
| 7     | NED  | Anne Terpstra         |
| 8     | RUS  | Elvira Khairullina    |

Datum: 21. Juni 2013, 19:00 Uhr

## Trials

### Männer 26"
| Platz | Land | Sportler           | Punkte      |
| ----- | ---- | ------------------ | ----------- |
| 1     | FRA  | Gilles Coustellier | 20          |
| 2     | FRA  | Vincent Hermance   | 35          |
| 3     | FRA  | Aurélien Fontenoy  | 46          |
| 4     | GBR  | Andrei Burton      | 58          |
| 5     | FRA  | Guillaume Dunand   | 49, ohne SF |

Halbfinale: 21. Juni 2013, 13:00 Uhr

Finale: 22. Juni 2013, 16:30 Uhr

Super-Finale: 22. Juni 2013, 20:00 Uhr

### Männer 20"
| Platz | Land | Sportler           | Punkte     |
| ----- | ---- | ------------------ | ---------- |
| 1     | ESP  | Abel Mustieles     | 26         |
| 2     | ESP  | Ion Areitio Agirre | 36         |
| 3     | NED  | Rick Koekoek       | 42         |
| 4     | CZE  | Vaclav Kolar       | 50         |
| 5     | GER  | Raphael Pils       | 45 ohne SF |

Halbfinale: 21. Juni 2013, 13:00 Uhr

Finale: 22. Juni 2013, 14:00 Uhr

Super-Finale: 22. Juni 2013, 19:00 Uhr

### Frauen
| Platz | Land | Sportlerin          | Punkte |
| ----- | ---- | ------------------- | ------ |
| 1     | ESP  | Gemma Abant Condal  | 3      |
| 2     | SVK  | Tatiana Janíčková   | 10     |
| 3     | ESP  | Mireia Abant Condal | 17     |
| 4     | SVK  | Kristína Sýkorová   | 19     |
| 5     | GER  | Romina Fix          | 26     |

Finale: 21. Juni 2013, 17:30 Uhr

### Junioren 26"
| Platz | Land | Sportler            | Punkte |
| ----- | ---- | ------------------- | ------ |
| 1     | GBR  | Jack Carthy         | 6      |
| 2     | FRA  | Jeremy Descloux     | 23     |
| 3     | GER  | Jonathan Sandritter | 38     |
| 4     | ESP  | Sergi Llongueras    | 38     |
| 5     | FRA  | Gabriel Berge       | 42     |

Halbfinale: 21. Juni 2013, 09:00 Uhr

Finale: 22. Juni 2013, 11:30 Uhr

### Junioren 20"
| Platz | Land | Sportler           | Punkte |
| ----- | ---- | ------------------ | ------ |
| 1     | GER  | Dominik Oswald     | 7      |
| 2     | GER  | Lucas Krell        | 11     |
| 3     | ESP  | Bernat Seuba Romeu | 21     |
| 4     | DEN  | Jonas Kristiansen  | 30     |
| 5     | AUT  | Thomas Pechhacker  | 35     |

Halbfinale: 21. Juni 2013, 09:00 Uhr

Finale: 22. Juni 2013, 09:00 Uhr